# Йоп Боутмі
Йоганнес Воутер «Йоп» Боутмі (нід. Johannes Wouter «Joop» Boutmy; 29 квітня 1894, Джорджтаун (Малайзія) — 26 липня 1972, Верона (США)) — нідерландський футболіст, бронзовий призер літніх Олімпійських ігор 1912 року в складі національної збірної Нідерландів.

## Клубна кар'єра
Боутмі став гравцем клубу ГБС (Гаага) влітку 1906 року, а у 1910 році дебютував в першій команді. Поєднував хорошу техніку і чудове бачення поля з досить жорсткою грою. ГБС з Боутмі в складі був 4-м, останнім, 5-м і передостаннім у першому західному дивізіоні в 1911—1914 роках. 26 жовтня 1914 року Йоп пошкодив коліно в першому таймі гри проти Квіка. Лікарі порадили йому рік футбольного відпочинку. Зрештою, це зайняло навіть більше часу, і він більше не грав до свого від'їзду до Голландської Ост-Індії 10 червня 1916 року.
В Індії Боутмі повернувся до гри у футбол. Виступав за клуб СВ «Лангкат». На початку квітня 1918 року повернувся до Нідерландів і після літа наполегливих тренувань знову грав за ГБС. 19 жовтня 1919 року він зіграв свій останній на той момент матч і через три дні знову вирушив до Голландської Ост-Індії. У вересні 1922 року він ще раз повернувся до Нідерландів. Свою дійсно останню гру за ГБС зіграв 5 листопада 1922 року в гостях проти «Феєнорда». Зрештою, він провів 89 ігор чемпіонату в складі «воронів», у яких забив 6 голів.
28 квітня 1923 року остаточно виїхав до Голландської Ост-Індії. Грав за СВ «Лангкат» і БВК з Батавії. Боутмі до глибокої старості зберіг добрі спогади про свою футбольну кар'єру.

## Кар'єра в збірній
Зіграв десять міжнародних матчів за збірну Нідерландів і забив один гол.
На Олімпійському турнірі 1912 року він грав на позиції центрального півзахисника у матчах проти Австрії (чвертьфінал, 3:1), Данії (півфінал, 1:4), а також у грі за бронзу проти Фінляндії (9:0).

## Інші види спорту
Боутмі був успішним різностороннім спортсменом. Особливо відзначився у метанні списа (ставав чемпіоном Нідерландів) і метанні диска. Також грав у крикет, хокей і теніс. В останньому виді спорту виграв багато трофеїв.

## Особисте життя
Після закінчення кар'єри футболіста Боутмі працював на плантації в голландській Ост-Індії. Пізніше він став брокером у Нью-Йорку (США), куди виїхав за місяць до німецького вторгнення в Нідерланди в 1940 році. Пізніше переїхав до Верони в США. Там і помер 26 липня 1972 року у віці 78 років. Був одружений на тенісистці Марії Боутмі-Війлакер (1895—1989).

## Статистика

### Статистика виступів за збірну
| Дата       | Місто           | Господарі  | Результат | Гості            | Турнір               | Голи | Примітки                 |
| ---------- | --------------- | ---------- | --------- | ---------------- | -------------------- | ---- | ------------------------ |
| 30-6-1912  | Сульна (комуна) | Нідерланди | 3 – 1     | Австрія          | ОІ 1912 - 1/4 фіналу | -    |                          |
| 2-7-1912   | Стокгольм       | Нідерланди | 1 – 4     | Данія            | ОІ 1912 - 1/2 фіналу | -    |                          |
| 4-7-1912   | Сульна (комуна) | Нідерланди | 9 – 0     | Фінляндія        | ОІ 1912 - За 3 місце | -    |                          |
| 24-3-1913  | Гаага           | Нідерланди | 2 – 1     | Англія           | товариський матч     | -    | Аматорська збірна Англії |
| 20-4-1913  | Зволле          | Нідерланди | 2 – 4     | Бельгія          | товариський матч     | -    |                          |
| 15-11-1913 | Галл            | Англія     | 2 – 1     | Нідерланди       | товариський матч     | 1    | Аматорська збірна Англії |
| 15-3-1914  | Антверпен       | Бельгія    | 2 – 4     | Нідерланди       | товариський матч     | -    |                          |
| 5-4-1914   | Амстердам       | Нідерланди | 4 – 4     | Німецька імперія | товариський матч     | -    |                          |
| 26-4-1914  | Амстердам       | Нідерланди | 4 – 2     | Бельгія          | товариський матч     | -    |                          |
| 17-5-1914  | Копенгаген      | Данія      | 4 – 3     | Нідерланди       | товариський матч     | -    |                          |
| Усього     |                 | Матчів     | 10        |                  | Голів                | 1    |                          |